# 来迎院 (京都市東山区)
来迎院（らいごういん）は、京都市東山区泉涌寺山内町にある真言宗泉涌寺派の寺院。山号は明応山。本尊は阿弥陀如来。泉涌寺の塔頭。禁裏御菩提所泉涌寺別当、御寺（みてら）別当来迎院とも称する（「御寺」とは泉涌寺のこと）。泉山七福神巡り第4番（布袋尊）札所。

## 歴史
寺伝によれば、大同元年（806年）に空海（弘法大師）が唐（中国）で感得した三宝荒神像を安置して来迎院を開創したとされる。それから約400年後の建保6年（1218年）、泉涌寺の長老であった月翁智鏡律師が、藤原信房の帰依を受けて諸堂を整備し、泉涌寺の子院となったが、応仁2年（1468年）の応仁の乱の兵火により伽藍が焼失し、荒廃した。
その後、天正2年（1574年）、中興の祖 舜甫明韶が織田信長の援助により再興、慶長2年（1597年）には前田利家が諸堂の再建を行い、徳川家からも援助を得て経済的な基盤も整い、ようやく復興を果たした。
元禄14年（1701年）3月14日、江戸城松之大廊下において、赤穂藩の大名であった浅野長矩（浅野内匠頭）が吉良義央（吉良上野介）に斬り付ける事件が発生した。浅野長矩は切腹、赤穂浅野家はお家断絶となった。浅野の家臣である大石良雄は赤穂を退去した後、外戚にあたる当時の泉涌寺長老、兼、来迎院住職であった卓巖和尚を頼り、来迎院の檀家となって寺請証文を受け山科に居を構え、多くの時間を来迎院で過ごしたと伝えられる。

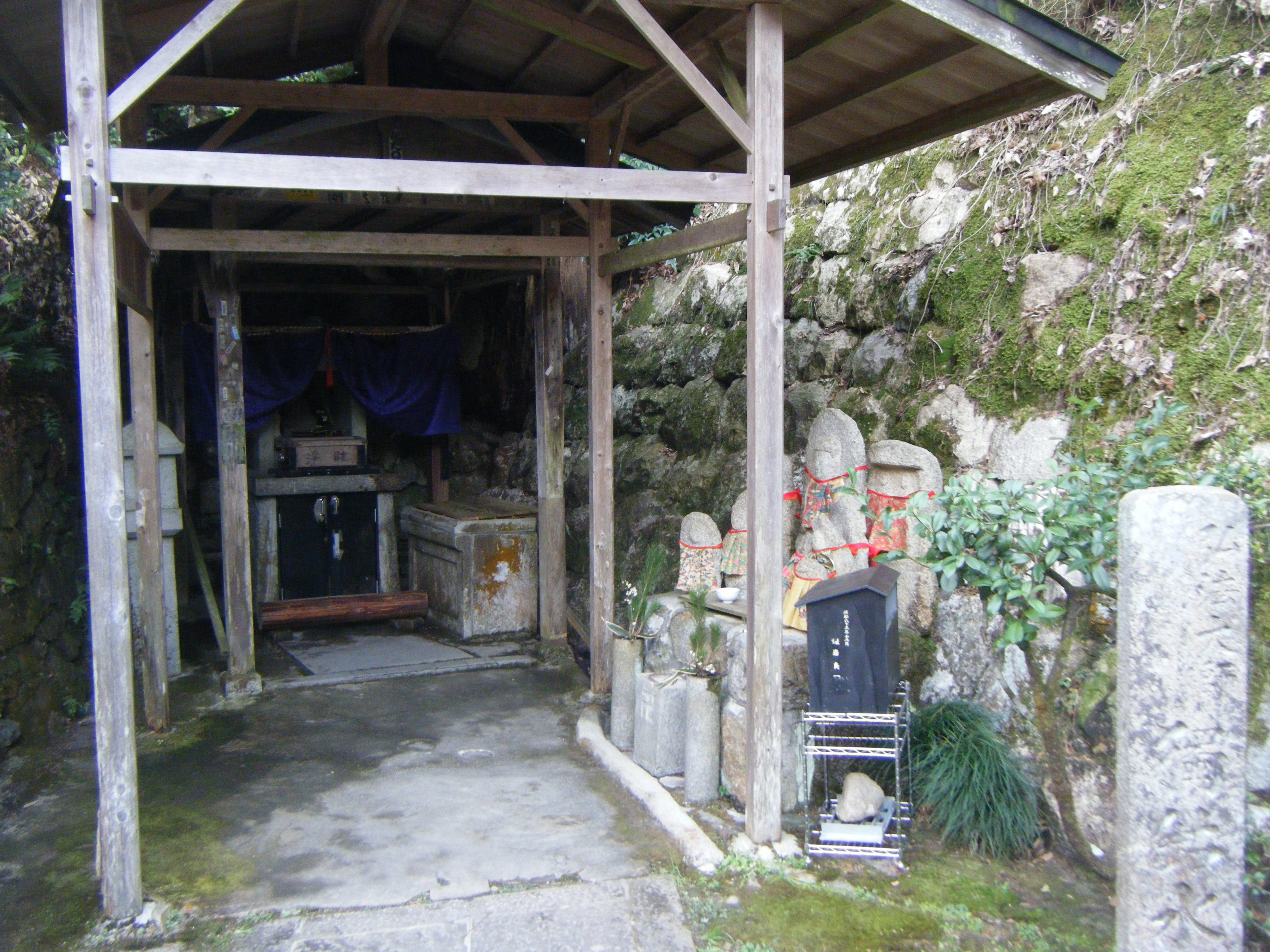
弘法大師独鈷水

大石良雄は来迎院に書院を興し、また、境内に弘法大師が独鈷を用いて掘られて湧水したという伝承のある「独鈷水」が湧き出ることから茶室「含翆軒」（がんすいけん）、「含翆庭」（がんすいてい、池泉回遊式庭園）を設け、ここで茶会を催しながら同士である元赤穂藩の家臣達と討ち入りの密議をおこなったとされる。また大石は、現在も来迎院本堂に安置される勝軍地蔵像（しょうぐんじぞうぞう）を念持仏として祈願したと伝えられる。
明治時代になると廃仏毀釈により荒廃したが、大正時代になって修復され、現在に至る。また、大正時代になり、当時の玄暁住職によって、大石良雄の遺徳を偲び毎月14日に含翆軒にて茶会が催されるようになった。また、赤穂浪士による討ち入り（赤穂事件）が行われた12月14日には、「大石忌」として茶会が営まれた。この茶会は現在も「含翆会」（がんすいかい）の名で継続されている。

## 信仰
- 荒神堂に安置されている三宝大荒神像は空海（弘法大師）が唐で感得し、当初は自ら座像を製作したと伝えられる[8]。伝承によれば、あるとき現在来迎院の建つ山の頂が七日七夜にわたって光を放ち、これにより空海はここを霊地であると考え、来迎院を興したと伝える[3]。三宝荒神は本来、火の神として台所、かまどを司るとされるが、来迎院の荒神は「胞衣荒神（ゆなこうじん）」とも称され、安産の御利益もあるとされて、皇后宮安産の勅願所として信仰を集め、現在も安産を祈願する参拝客が訪れている[2][3]。また、日本でもっとも古い荒神（荒神像）であるとされる[3]。

- 本尊として本堂に安置されている阿弥陀如来像は、寺伝によれば運慶の作と伝えられる[3]。脇侍仏として観音菩薩像、勢至菩薩像が安置される[3]。

- 大石良雄が念持仏として、吉良邸への討ち入り成就を祈願したと伝えられる勝軍地蔵像は、甲冑を着用し、右手に剣を持った姿の地蔵像である[3]。

- 本堂に安置されている幻夢観音菩薩坐像は、霊元天皇の念持仏と伝わっている[1][3]。厨子に書かれた由来によれば、霊元天皇の寵愛した女官である小少将局が亡くなり、その葬儀の夜、天皇が小少将局の姿を感じ、見てみるとそこに経典が置いてあった事から、小少将局の信心深さによりこのような事が起こったと天皇が考え、小少将局にちなんで新たに菩薩坐像を作らせた、と記されている[3]。

- 弘法大師が独鈷を用いて掘られて湧水したという伝承のある「独鈷水」は、縦穴の井戸ではなく、崖の下の部分から横方向に伸びる洞窟のような形状をしており、柄の長い柄杓を用いて汲み上げる[3]。伝承によれば、霊元天皇の寵愛を受けた女官、小少将局の娘は生まれつき目が不自由であったが、独鈷水で目を洗うと良いというお告げに従ったところ、たちまちにして目が治ったと言われる[3]。

- 毎年1月の第2月曜日（成人の日）に行われる泉山七福神巡りの第四番「布袋尊」の札所となっている。

## 文化財

### 重要文化財（国指定）
- 木造荒神坐像
- 木造護法神立像　5躯

### 京都府指定文化財
- 有形文化財

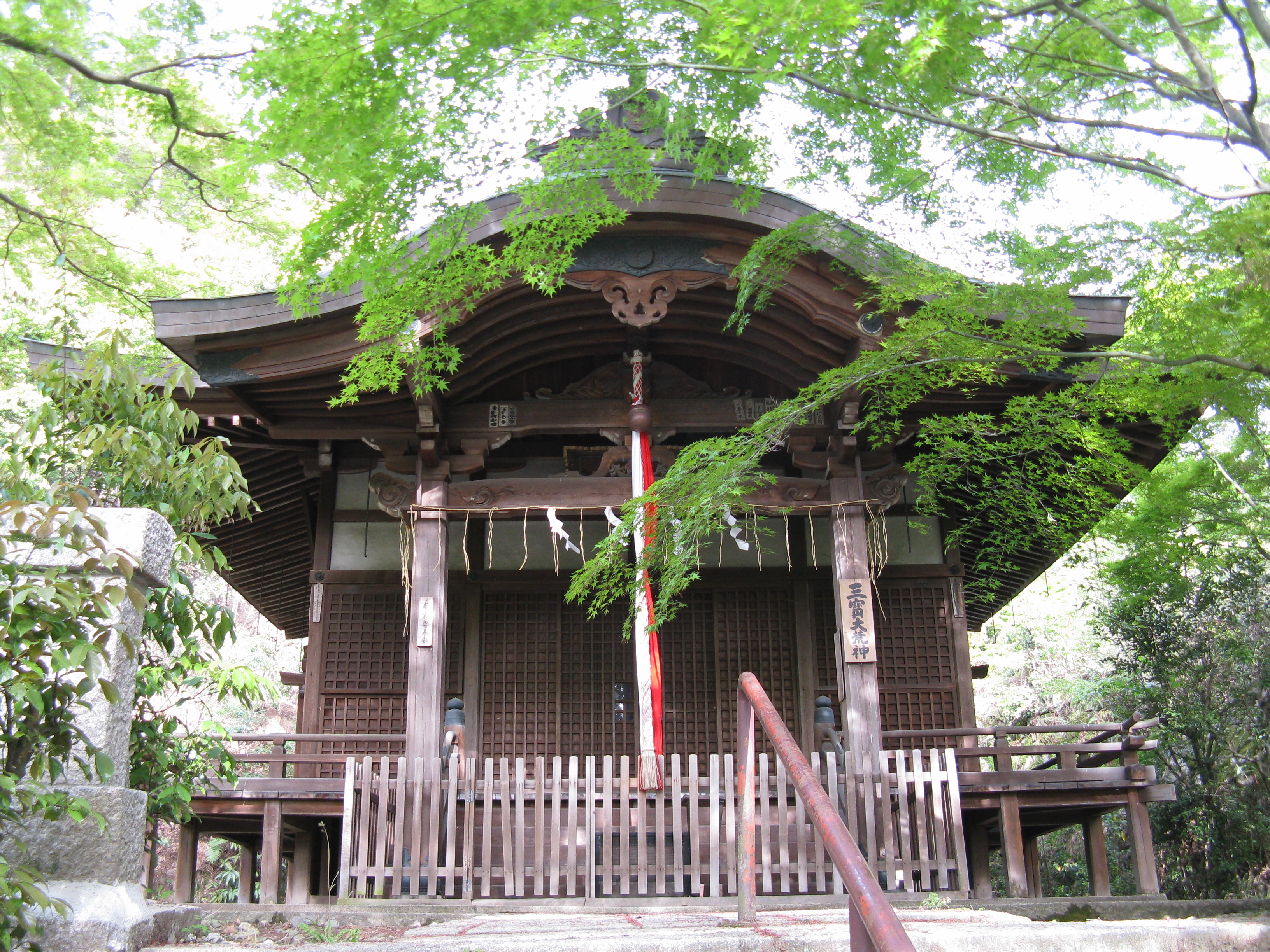
荒神堂

  - 荒神堂（建造物） - 2019年（平成31年）3月29日指定[9]。

### その他
- 阿弥陀如来像
- 勝軍地蔵像
- 幻夢観音菩薩坐像
- 大石良雄肖像
- 大石良雄遺愛茶釜（銘・阿弥陀堂）

## 施設

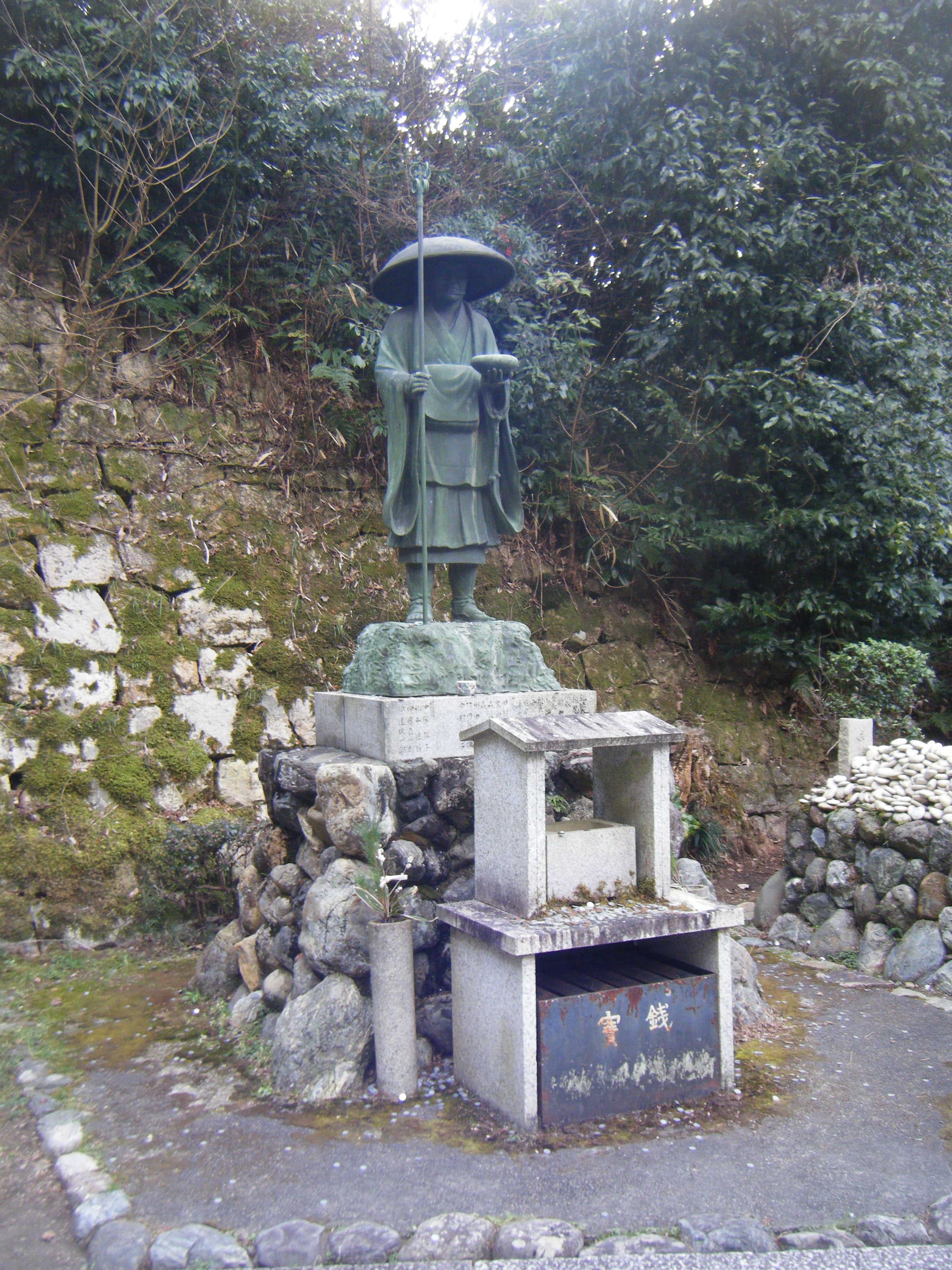
修行大師像

- 本堂・荒神堂・鎮守社・書院・含翆軒・客殿・庫裡・山門
- 含翆庭（池泉回遊式庭園）・心字池
- 独鈷水・御願石（独鈷水に近接して修行大師像が安置）

## アクセス
- 京都市東山区泉涌寺派山内町33
- 京阪電鉄 東福寺駅下車
- 西日本旅客鉄道 東福寺駅下車
- 京都市バス 泉涌寺道下車